# Montevideo inolvidable
Montevideo inolvidable es una película documental uruguaya de 2025 escrita y dirigida por el artista visual Alfredo Ghierra. En Montevideo Inolvidable, el primer largometraje de Ghierra, se aborda el patrimonio arquitectónico como un reflejo de las historias personales y colectivas de las ciudades, y explora la falta de políticas efectivas y la amenaza de la especulación inmobiliaria sobre la memoria urbana de Montevideo.

## Argumento
Ghierra propone una reflexión crítica sobre la herencia cultural y las políticas de conservación del patrimonio, examinando el impacto de la modernización y la transformación urbana en la identidad histórica de las ciudades. El filme incluye entrevistas con arquitectos, urbanistas, historiadores y otros actores sociales, quienes ofrecen perspectivas sobre la relación entre el pasado y el futuro de los entornos urbanos.
Aunque el foco principal del documental está en Montevideo, Ghierra extiende su mirada a otras ciudades como São Paulo, Sofía y Venecia, donde ha residido y que enfrentan desafíos similares en cuanto a la preservación del patrimonio y la transformación de su paisaje urbano. A lo largo de la obra, se documenta la demolición de edificios emblemáticos y se critica la prevalencia de la especulación inmobiliaria en detrimento de la conservación histórica. Este fenómeno se aborda en el contexto de la falta de políticas públicas efectivas que promuevan la protección del patrimonio arquitectónico y urbano, lo que ha resultado en una creciente pérdida de la memoria urbanística en muchas ciudades.
El documental no solo rinde homenaje a la memoria de Montevideo sino que también cuestiona el equilibrio entre la preservación del patrimonio y las necesidades de la modernidad. A través de diversas expresiones artísticas, audiovisuales, tecnológicas y filosóficas, Montevideo Inolvidable propone la reflexión sobre las tensiones entre la conservación del patrimonio arquitectónico y el impulso hacia la renovación urbana. El filme critica la transformación de las ciudades en espacios homogéneos y despojados de su identidad histórica, al tiempo que busca abrir un debate sobre las políticas de conservación y el futuro de las ciudades en el contexto global contemporáneo.

## Producción
En 2010, Alfredo Ghierra inició «Ghierra Intendente», un proyecto artístico y apartidario que involucra a artistas, arquitectos y ciudadanos para promover la reflexión sobre el futuro urbano y la preservación del patrimonio arquitectónico.
La idea de Montevideo Inolvidable surgió en 2022 a partir de una serie de entrevistas a académicos, políticos e intelectuales, centradas en la pregunta: «¿Por qué es tan difícil proteger el patrimonio arquitectónico de Montevideo?». Esta inquietud personal del director Alfredo Ghierra, que llevaba más de veinte años cuestionando la preservación del patrimonio de la ciudad, dio origen a un guion documental. Tras obtener financiamiento, el rodaje se ejecutó a lo largo de tres años, alternando la búsqueda de fondos y la producción del proyecto. Ghierra explicó que su preocupación principal era «haber heredado algo y no saber cómo tratarlo» y agregó que «Montevideo fue una ciudad muy rica en un momento en que Europa no lo era, y eso dejó un legado arquitectónico único en el mundo».
Montevideo inolvidable se filmó entre los años 2023 y 2024 en Montevideo (Uruguay), São Paulo (Brasil), Sofía (Bulgaria) y Venecia (Italia). La intención de  Ghierra en cuanto la estética del filme era colocar a Montevideo como protagonista, capturando sus luces y sombras a través de tomas urbanas durante las cuatro estaciones del año, con diversas condiciones climáticas que oscilaran entre lo dramático y lo esperanzador. Se entrevistaron personalidades del ámbito de la política, el arte, la arquitectura y miembros de colectivos relacionados a la conservación al patrimonio como Marcelo Danza, Magela Ferrero, Emma Sanguinetti, Benjamín Nahum y Christian Di Candia, entre otros.

## Estreno
El documental se estrenó el 20 de marzo de 2025, antes de las elecciones departamentales y municipales de Uruguay. La película se proyectó en las salas de cine uruguayas hasta el 9 de abril.

## Recepción
El documental fue declarado de interés ministerial por parte del Ministerio de Educación y Cultura de Uruguay.
Emanuel Bremermann, del periódico El Observador, escribió: 

Montevideo está dejando de ser Montevideo. O se está convirtiendo en otra cosa, una ciudad muy diferente, homogénea, muy parecida a otras. Desde hace tiempo, y quizás de forma poco perceptible si no se está más o menos atento a esos edificios centenarios que, ocultos de diferentes formas, terminan hechos escombros, la capital uruguaya se está transformando. Parte de su identidad, presente en gestos arquitectónicos únicos, se hunde bajo los edificios nuevos, elefantes de yeso, cajas de zapatos con amenities, el olor a nuevo del progreso barato. El artista visual Alfredo Ghierra percibe esto desde hace tiempo, porque camina y porque está atento. Mira su ciudad. Le duele lo que ve.

Laura Alemán, del semanario Brecha afirmó: 

La apuesta visual es corrosiva: la belleza que aún pervive se revela provisoria e inerme ante la inminente furia destructiva. El cuadro resulta feroz en su elocuencia: la maquinaria se impone salvaje a la fragilidad de vitrales, molduras y balaustres, y la fuerza bruta irrumpe en la delicadeza con el gesto inapelable de la muerte. Esto adquiere aún otro viso indigerible: las manos obreras destruyen lo que otras —como ellas— hicieron antes con talento y esfuerzo, y un solo golpe infeliz cancela horas preciosas de trabajo colectivo acumulado. Se impone entonces la náusea: todo es absurdo, irracional, arbitrario. La imagen no da razones ni motivos de sí misma, no despliega ni explica lo que muestra. Se exhibe de modo atroz, y el impacto emocional es directo.